# Svartvattnet (Arnäs socken, Ångermanland)
Svartvattnet är en sjö i Örnsköldsviks kommun i Ångermanland och ingår i Idbyåns huvudavrinningsområde. Sjön har en area på 0,444 kvadratkilometer och ligger 200,2 meter över havet.

## Delavrinningsområde
Svartvattnet ingår i det delavrinningsområde (704063-164328) som SMHI kallar för Utloppet av Svartvattnet. Medelhöjden är 252 meter över havet och ytan är 5,7 kvadratkilometer. Det finns inga avrinningsområden uppströms utan avrinningsområdet är högsta punkten. Vattendraget som avvattnar avrinningsområdet har biflödesordning 3, vilket innebär att vattnet flödar genom totalt 3 vattendrag innan det når havet efter 27 kilometer. Avrinningsområdet består mestadels av skog (80 procent). Avrinningsområdet har 0,43 kvadratkilometer vattenytor vilket ger det en sjöprocent på 7,5 procent.